# Moritz Hürtgen

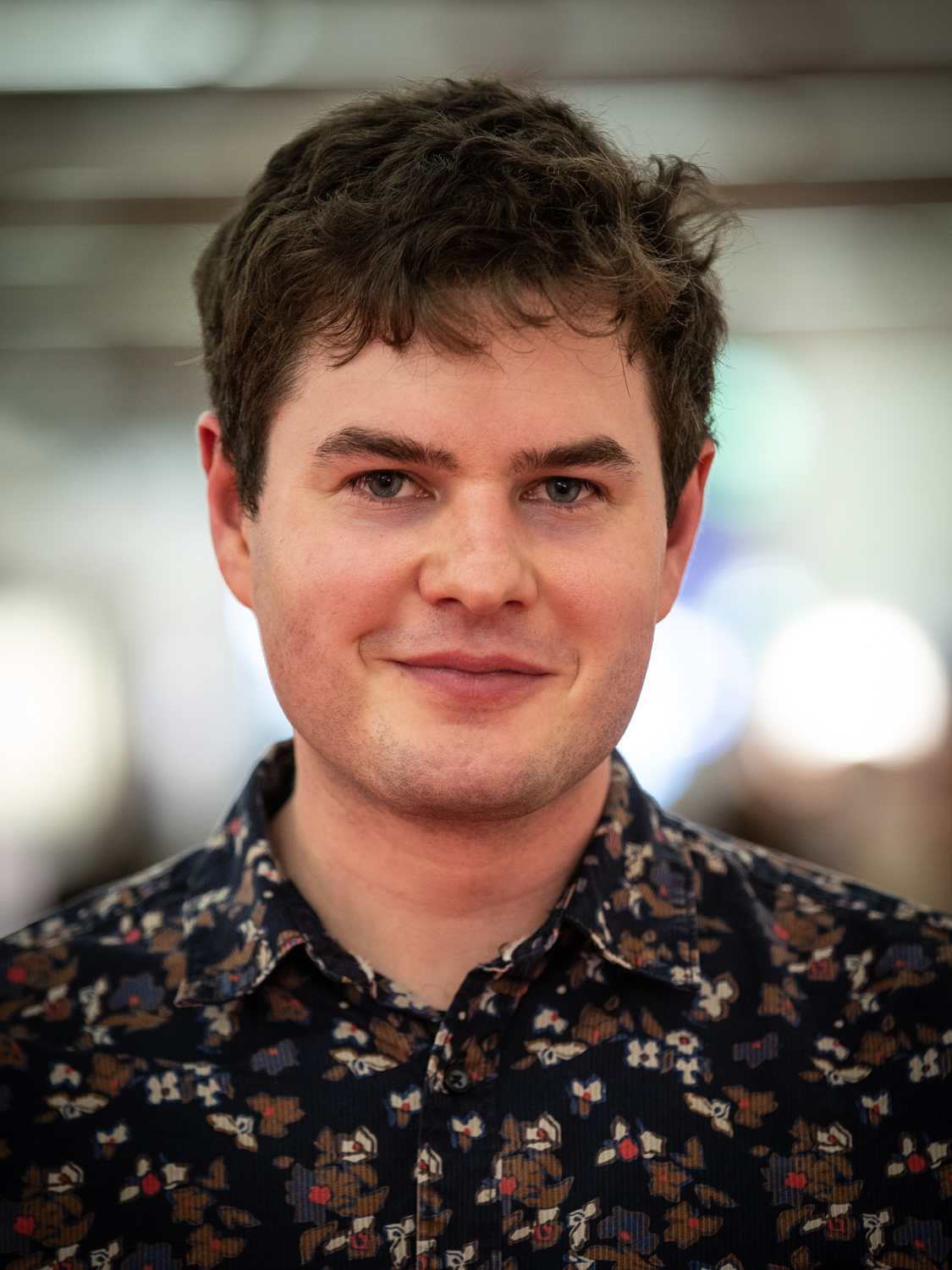
Moritz Hürtgen 2019

Moritz Hürtgen (* 16. Januar 1989) ist ein deutscher Autor und Satiriker. Von 2019 bis 2022 war er Chefredakteur des Satiremagazins Titanic.

## Leben und Tätigkeit
Hürtgen, der in der Nähe von München aufwuchs, brach sein Studium der Germanistik an der LMU München nach eigenen Angaben trotz fertiggestellter Bachelorarbeit ab. Daraufhin begann er 2013, beim Satiremagazin Titanic zu arbeiten. Eigenen Angaben zufolge war er zwischenzeitlich Mitglied der Partei Die PARTEI. 2019 stieg er beim Titanic-Magazin zum Chefredakteur auf. Im selben Jahr erschien sein erstes Buch, der Gedichtband Angst vor Lyrik, im Herbst 2022 folgte sein Debütroman Der Boulevard des Schreckens. Hürtgen arbeitet als Autor für verschiedene TV-Formate, darunter das ZDF Magazin Royale mit Jan Böhmermann . Als Kolumnist ist er für die Apotheken Umschau und Titanic tätig. Im Münchner Volkstheater moderiert er seit November 2023 monatlich sein Showformat Volksshow – Latenight mit Moritz Hürtgen.

## Bücher

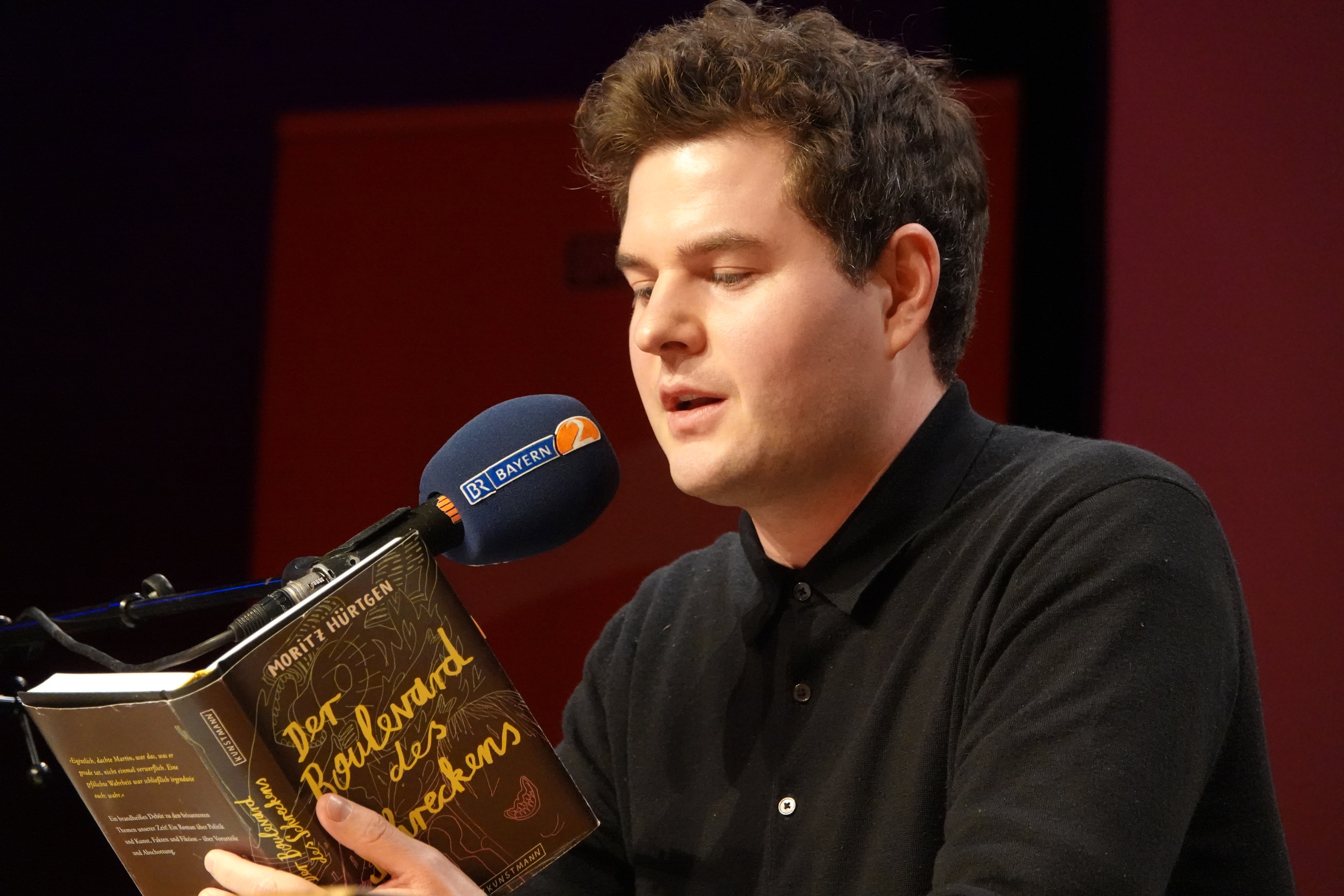
Moritz Hürtgen bei den Wortspielen 2023

- Angst vor Lyrik. Verlag Antje Kunstmann, München 2019, ISBN 978-3-95614-319-9.
  - als Hörbuch: Angst vor Lyrik, speak low, Berlin 2019, ISBN 978-3-940018-70-0.
- Der Boulevard des Schreckens. Verlag Antje Kunstmann, München 2022, ISBN 978-3-95614-509-4.
  - als Hörbuch: Der Boulevard des Schreckens, speak low, Berlin 2022, ISBN 978-3-948674-78-6.